# Štiavnička
Štiavnička (Hongaars: Kisselmec) is een Slowaakse gemeente in de regio Žilina, en maakt deel uit van het district Ružomberok.
Štiavnička telt 623 inwoners.